# Ariel Goobar
Ariel Marcelo Goobar, född 23 november 1962 i Argentina, är en svensk astrofysiker verksam vid Stockholms universitet inom högenergiastrofysik och relativitetsteori. Sedan juli 2001 är han professor i experimentell astropartikelfysik och kosmologi.

## Utbildning
Goobar tog grundexamen i fysik, B.Sc., 1985 vid University of Sussex och blev fil. mag. vid Stockholms universitet 1986. Där fortsatte han sedan med forskarutbildning kring DELPHI-experimenten i CERN med doktorsexamen 1991 samt blev docent 1996.

## Forskarbana
Goobar ägnade åren 1992-1994 som NFR-postdoc åt Supernova Cosmology Project vid Lawrence Berkeley National Laboratory i USA, då han själv började arbeta med Saul Perlmutter. Åter i Stockholm som NFR-forskarassistent med tonvikt på neutrinoteleskopet AMANDA i fyra år blev han associate professor med inriktning på kosmologi från maj 1999. Under 2001–2005 var hans forskartjänst inom astronomi och kosmologi vid AlbaNova finansierad av Vetenskapsakademin.
Goobar deltar i internationella forskningssamarbeten som SNAP, SNLS och SDSS-II SN. Även Supernova Cosmology Project har fortgått och han kom att aktivt delta och bidra i det Nobelprisbelönade forskningssamarbetet, där de sensationella resultaten tolkades som att  universum expanderar allt snabbare.
Härtill är Goobar en centralfigur i forskarsamarbetet Oskar Klein Centre kring kosmisk partikelfysik vid Albanova, som 2008 utsågs till en av 20 nya Linnémiljöer av Vetenskapsrådet med finansiellt stöd om 70 MSEK fördelade på 10 år. Avsikten är att skapa en exceptionellt framstående forskningsmiljö för högenergiastrofysik och kosmologi inom Stockholms universitet och KTH, som kan söka svaren på några av de mest grundläggande frågorna om hur universum fungerar. Den 1 januari 2015 tillträdde han som tillförordnad föreståndare för Oskar Klein Center.
 Han efterträddes 2016 av Hiranya Peiris.

## Priser och utmärkelser
- Edlundska priset (KVA) (2000)
- Gustafssonpriset (2004)
- Gruberpriset i kosmologi (2007)
- Ledamot av Kungliga Vetenskapsakademien (2015)